# ميلاد (اسم)
مِيلاد هو اسم علم مذكر من أصل عربي، ومعناه هو من الفعل ولد، وضع الولد، وقت الولادة، تاريخ المولد.

## شخصيات تحمل الاسم
- ميلاد حنا (24 يونيو 1924 – 26 نوفمبر 2012)
- ميلاد رزق (ممثل لبناني، القرن 20 – )
- ميلاد زكيبور (لاعب كرة قدم إيراني، 23 نوفمبر 1995 – )
- ميلاد زنيدبور (لاعب كرة قدم إيراني، 21 مارس 1986[3] – )
- ميلاد فخر الديني (لاعب كرة قدم إيراني، 26 مايو 1990[4] – )
- ميلاد كمنداني (لاعب كرة قدم إيراني، 7 يوليو 1994[5] – )
- ميلاد محمدي (لاعب كرة قدم إيراني، 29 سبتمبر 1993[6] – )
- ميلاد ميداوودي (لاعب كرة قدم إيراني، 10 يناير 1985[7] – )
- ميلاد نوري (لاعب كرة قدم إيراني، 6 يوليو 1993 – )
- ميلاد يوسف (ممثل سوري، 1976 – )

## وصلات خارجية
- موسوعة السلطان قابوس لأسماء العرب